# Жак-Ален Милер
Жак-Ален Милер (на френски: Jacques-Alain Miller) е виден френски лаканиански психоаналитик, декан на Факултета по психоанализа в Университета Париж-VIII.

## Биография
Роден е на 14 февруари 1944 година в Шатору, Франция. Първоначално учи при Луи Алтюсер, по чието задание се запознава с трудовете на Жак Лакан, а после става негов близък ученик и помощник, а впоследствие дори се оженва за дъщеря му. След смъртта на Лакан редактира изданията на всички лаканови семинари и е глава на френските психоаналитични школи, сътрудничейки си с такива видни фигури като Славой Жижек и Ален Бадиу.
Милер създава институционалната основа за психоанализата с лаканианска ориентация, основавайки през 1992 г. Световна психоаналитична асоциация (Association Mondiale de Psychanalyse), обединяваща осем психоаналитични школи в целия свят, в чиито среди е и Новата лаканианска школа (NLS).

## Аудиозаписи
- Jacques-Alain Miller Live Twenty Lectures at France-Culture – Summer 2005